# (976) Benjamina
(976) Benjamina ist ein Asteroid des Hauptgürtels, der am 27. März 1922 vom russischen Astronomen Beniamin Pawlowitsch Schechowski in Algier entdeckt wurde.
Der Asteroid ist nach dem Sohn des Entdeckers benannt.